# 夏祭
夏祭（日语：／ Natsumatsuri），又称夏日祭，是在日本夏天举办的节日和民俗活动的总称。多集中在在7月上旬到8月下旬左右。举行于9月的节日，如果在旧历的日期为7月，通常也被视为夏祭。

## 概要
日本的夏祭大多起源于盂兰盆节、七夕节、祇园祭等节日及其周边活动。因此，相当于是旧历6、7月的活动。另外，在农村社会中，多起源于夏季农事带来的劳动疲劳有关的活动；在都市社会中，起源于江户时代以前夏季的疫病封祭、吊唁死者的活动较多。
但是，由于近代化而变质的东西也很多（因此其起源并不一定，夏祭一般被认为是活泼盛大的活动而不是严肃的活动）。还有很多在江户时代以前没有起源，只是作为近现代的活动开始的，或者模仿其他地区的传统夏祭（也受其影响）。
港口城市则有“港口祭（日语：みなとまつり）”等乡土色彩丰富的变种。另外，神社的祭祀活动也多在这一时期举行。

## 夏祭上举行的活动
- 盆踊
- 巡游
- 烟花大会（日语：花火大会）
- 路边摊（庙会）（日语：屋台（縁日広場））
- 艺阁
- 使用特设舞台的活动
  - 歌谣表演
  - 角色表演（多为电视动画、战队系列、地方英雄等角色）
  - 魔术表演
  - 卡拉OK大会

## 日本具有代表性的夏祭
- 北海道
  - 姥神大神宫渡御祭（日语：姥神大神宮渡御祭）
- 青森县
  - 青森睡魔祭（日语：青森ねぶた祭） - 东北三大祭（日语：東北三大祭り）之一
  - 弘前睡魔祭（日语：弘前ねぷたまつり）
- 宫城县
  - 仙台七夕祭（日语：仙台七夕まつり） - 东北三大祭之一
- 秋田县
  - 秋田竿灯祭（日语：秋田竿燈まつり） - 东北三大祭之一
- 福岛县
  - 福岛草鞋祭（日语：福島わらじまつり）
- 群马县
  - 桐生八木节祭（日语：桐生八木節まつり）
- 东京都
  - 深川祭（日语：深川祭） - 江户三大祭之一
- 石川县
  - 饭田灯笼山祭（日语：飯田燈籠山祭り）
- 岐阜县
  - 郡上舞（日语：郡上踊り）
- 爱知县

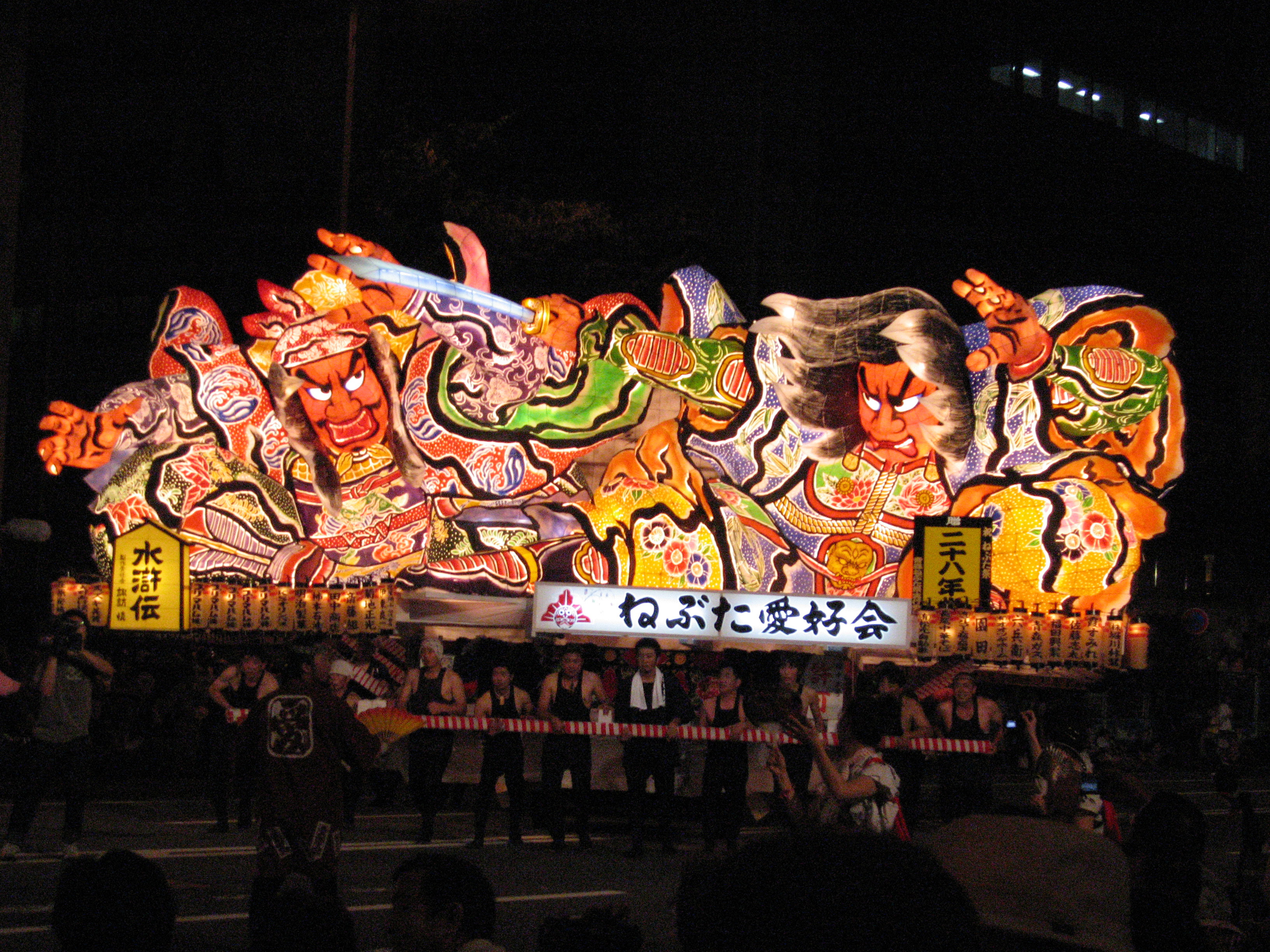
青森睡魔祭

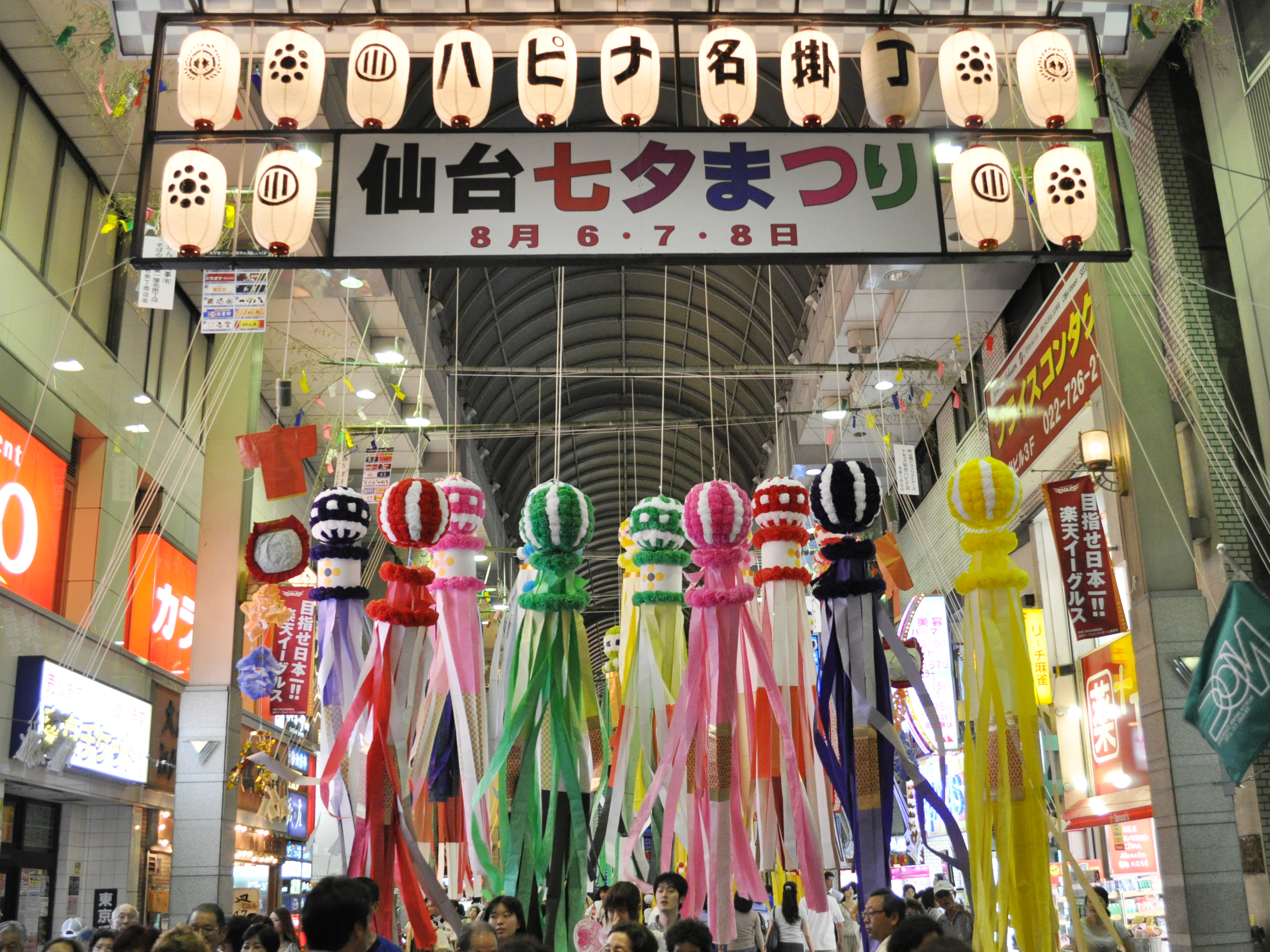
仙台七夕祭

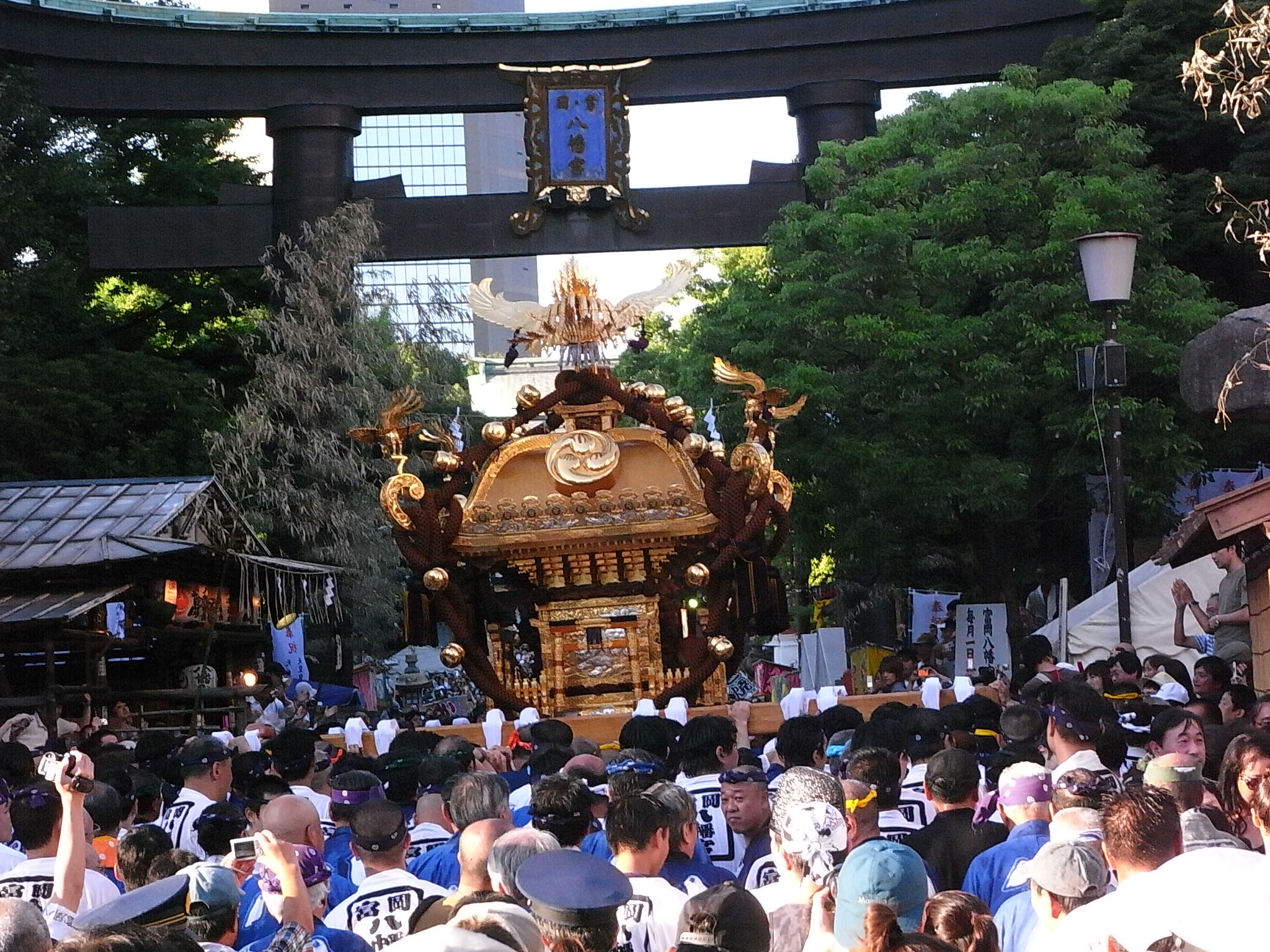
深川祭

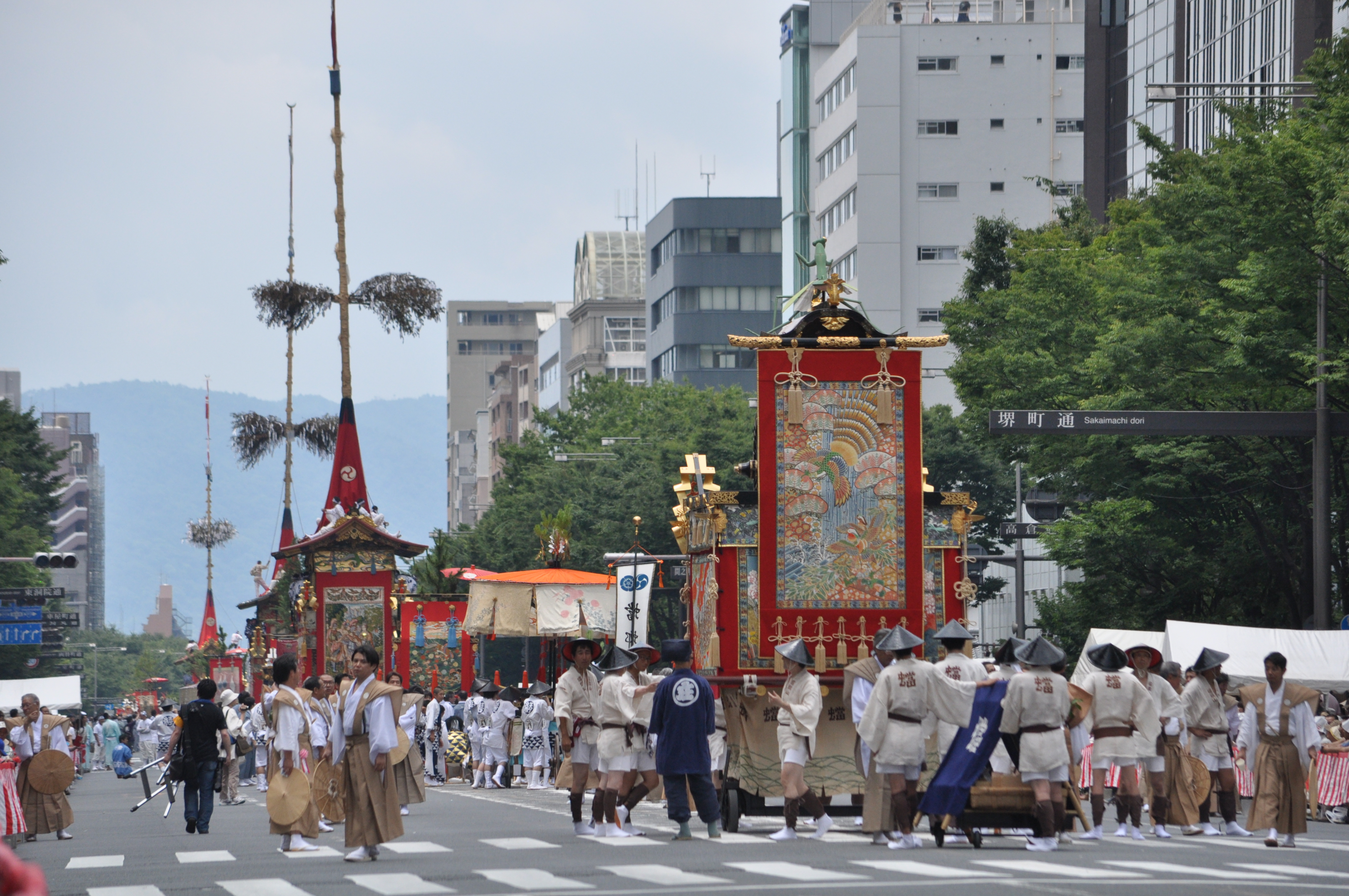
祇園祭

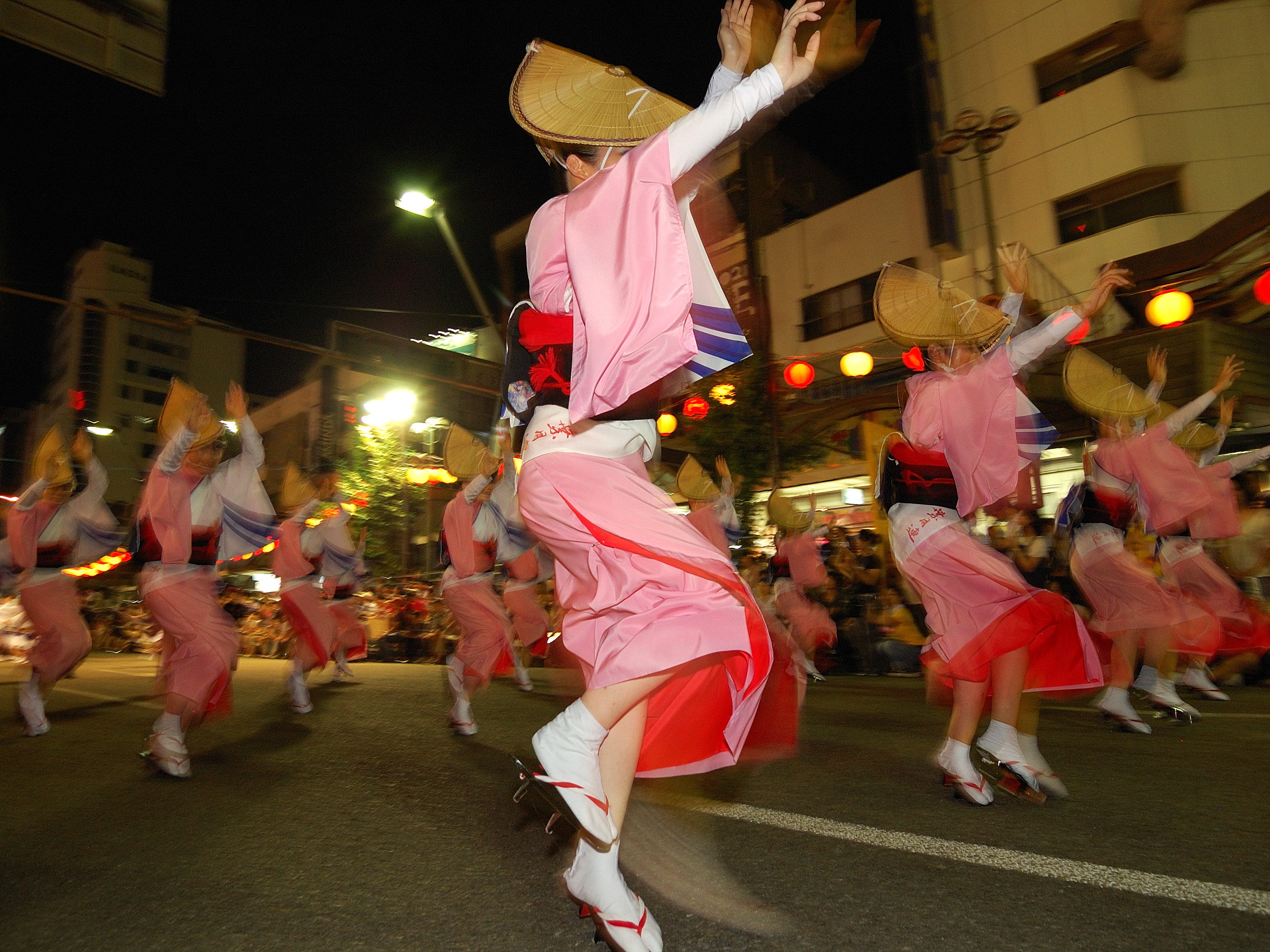
阿波舞

  - 尾张津岛天王祭（日语：尾張津島天王祭） - 日本三大川祭之一
- 京都府
  - 祇园祭（日语：祇園祭） - 日本三大祭之一
- 大阪府
  - 天神祭（日语：天神祭） - 日本三大祭、大阪三大夏日祭之一
- 兵库县
  - 汤村火祭（日语：湯村の火祭り）
- 鸟取县
  - 鸟取锵锵祭（日语：鳥取しゃんしゃん祭）
- 德岛县
  - 阿波舞（日语：阿波踊り）
- 高知县
  - 夜来祭（日语：よさこい祭り） - 四国三大祭之一
- 福冈县
  - 博多祇园山笠（日语：博多祇園山笠）
- 熊本县
  - 山鹿灯笼祭（日语：山鹿灯籠まつり）
- 宮崎县
  - 都城六月灯会祭（日语：都城六月灯おかげ祭り）